# Soda Bay
Soda Bay és una concentració de població designada pel cens (CDP) al Comtat de Lake, al nord-oest de l'estat estatunidenc de Califòrnia. Soda Bay està a una altitud de 426 metres i té una àrea de 3,328 quilòmetres quadrats. La població era de 1.016 habitants segons el cens del 2010. Es localitza a 62,66 quilòmetres de Santa Rosa, a 121,51 quilòmetres de Sacramento, a 140,08 quilòmetres de San Francisco i a 200,61 quilòmetres de San Jose; a uns 5 quilòmetres al sud-oest es troba el municipi de Kelseyville, al nord es troba el Clear Lake i a l'oest es troba el parc estatal de Clear Lake State Park.

## Geografia
Soda Bay es troba en les coordenades 39° 0′ 4″ N, 122° 47′ 21″ O / 39.00111°N,122.78917°O. Segons l'Oficina del Cens dels Estats Units, Soda Bay té una àrea de 3,3 quilòmetres quadrats, dels quals tots són terra.

## Demografia
El cens del 2010 va informar que Soda Bay tenia 1.016 habitants. La densitat de població era de 305,3 persones per quilòmetre quadrat. La composició racial de Soda Bay era de 843 (83,0%) blancs, 16 (1,6%) afroamericans, 14 (1,4%) natius americans, 12 (1,2%) asiàtics, 0 (0,0%) illencs pacífics, 102 (10,0%) d'altres races i 29 (2,9%) de dos o més races. Hispànics o llatinoamericans de qualsevol raça eren 171 persones (16,8%).
El cens va informar que 1.008 persones (99,2% de la població) vivien en llars, 8 (0,8%) vivien en grups no institucionalitzats i 0 (0%) estaven institucionalitzats.
Hi havia 462 llars, de les quals 88 (19,0%) tenien menors de 18 anys vivint-hi, 217 (47,0%) eren parelles heterosexuals casades vivint juntes, 38 (8,2%) tenien una dona com a cap de la llar sense cap marit present, 22 (4,8%) tenien un home com a cap de la llar sense cap dona present. Hi havia 37 (8,0%) parelles heterosexuals no casades i 9 (1,9%) parelles homosexuals casades o en una relació. En 141 llars (30,5%) vivien individuals i en 53 (11,5%) vivien majors de 64 anys sols. La mida de llar mitjana era de 2,18 persones. Hi havia 277 famílies (60,0% de totes les llar); la mida mitjana de família era de 2,66 persones.
La població s'estenia en 169 persones (16,6%) menors de 18 anys, 66 persones (6,5%) de 18 a 24 anys, 156 persones (15,4%) de 25 a 44 anys, 364 persones (35,8%) de 45 a 64 anys i 261 persones (25,7%) majors de 64 anys. L'edat mediana era de 54,0 anys. Per cada 100 dones hi havia 99,6 homes. Per cada 100 dones majors de 17 anys, hi havia 97,4 homes.
Hi havia 707 cases en una densitat de 212,4 per quilòmetre quadrat, de les quals en 334 (72,3%) vivien els propietaris i en 128 (27,7%) vivien inquilins. Un 5,8% de cases en venda eren buides; un 14,1% de les cases de lloguer eren buides. 706 persones (69,5% de la població) vivien en cases pròpies i 302 (29,7%) vivien en cases de lloguer no pròpies.